# Charles Léon Denuelle

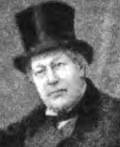
Charles Léon Denuelle

Graaf Charles Léon Denuelle (Parijs, december 1806 - Pontoise, 15 april 1881) was de eerste zoon van Napoleon Bonaparte. Zo werd hij ook behandeld als dé zoon van de grote keizer Napoleon. Omdat Napoleon vreesde geen kinderen te krijgen van zijn vrouw Joséphine de Beauharnais, verwekte hij Charles Léon bij Éléonore Denuelle de la Plaigne (1787-1868). Zij was een hofdame van Joséphine en overigens niet de enige maîtresse van Napoleon. Deze geboorte zou ervoor zorgen dat Napoleon en Joséphine de Beauharnais uiteindelijk zouden scheiden.
De jonge Léon was vaak te gast bij zijn grootmoeder Letizia Bonaparte , die in 1815 zelfs een tijdje zijn voogd werd, en ook Napoleon liet Léon in zijn testament 72.000 frank na. Of hij die ooit heeft ontvangen, valt te betwijfelen. Dit bewijs suggereert echter ook dat Léon de zoon van Napoleon was. De latere gelijkenis liet hierover geen twijfel bestaan. Toch hadden de verschillen tussen de twee niet groter kunnen zijn: Léon was zijn hele leven werkschuw en verkwisten.
Charles stierf aan een leeftijd van 74 aan maagkanker in 1881. Deze vorm van kanker was een familiekwaal waaraan ook reeds keizer Napoleon Bonaparte en diens vader overleden waren.
- Bibliothèque nationale de France: cb106614312 (data)
- Gemeinsame Normdatei: 119145383
- International Standard Name Identifier: 0000 0001 2276 2688
- Library of Congress Control Number: no89020567
- Nationale Bibliotheek van Israël: 987007451523905171
- Nederlandse Thesaurus van Auteursnamen: 394359437
- SNAC: w686524w
- Système universitaire de documentation: 165606924
- Virtual International Authority File: 488150325563110090004
- WorldCat: E39PBJxMdTG9KGg9vHVx3kGyh3